# PhysX (чип)
PhysX (от англ. physics — «физика») — специализированный микропроцессор, являющийся физическим процессором (англ. PPU — Physics Processing Unit), разработанный компанией Ageia.
PhysX является специально спроектированным и оптимизированным процессором для расчётов физических явлений и основной целью PhysX является снятие задач по обработке вычислений физики c центрального процессора.
После покупки компании Ageia компанией Nvidia необходимость в PhysX как самостоятельном решении отпала, так как все видеокарты серии GeForce, начиная с серии 8ххх, имеют возможность аппаратно ускорять расчёты физики.
Для задействования чипа PhysX в игре необходимо использование физического движка PhysX SDK, который устанавливается в системе как драйвер.
В версии PhysX SDK 2.8.3, бета-драйверах PhysX 9.09.0914 и в последующих версиях движка PhysX физические ускорители PhysX от Ageia больше не поддерживаются.
Начальная цена PPU PhysX составляла $300, однако в середине ноября 2007 года она была понижена до $99.

## Описание
Процессор PhysX состоит из RISC-ядра общего назначения, который управляет массивом настраиваемых VLIW-процессоров, работающих с SIMD-инструкциями и плавающей точкой. Процессор работает с локальными банками памяти со встроенным переключателем для управления потоками между ними. PhysX не имеет такой иерархии кэш-памяти, как CPU или GPU.
Благодаря поддержке Nvidia, компания BFG Technologies одной из первых получила возможность выпустить на рынок плату BFG PhysX 128P на основе PhysX. Плата появилась на рынке первой (в апреле 2006 года), на месяц опередив аналогичное решение ASUS PhysX P1. Поначалу продукт вызывал некоторые сомнения у покупателей, поскольку им было обещано улучшение визуализации сцен во многих современных играх, но на практике они его не наблюдали. Ситуация улучшалась по мере выхода игр, поддерживающих технологию PhysX. Так, в комплекте с игрой шли демонстрационные игры Hangar of Doom и CellFactor: Combat Training, а на официальном сайте компании перечислялись 19 игровых проектов 2006 года, использующих возможности «движка» PhysX.
Готовые компьютеры с установленными платами PhysX, в прошлом, производились компаниями, специализирующимися на сборке компьютеров: Alienware, Dell и Falcon Northwest. После того как NVidia купила компанию Ageia в 2008 году, аппаратные PPU PhysX больше не производятся.

## Технические характеристики
- 125 млн.транзисторов
- 14×13,5 мм 182мм²

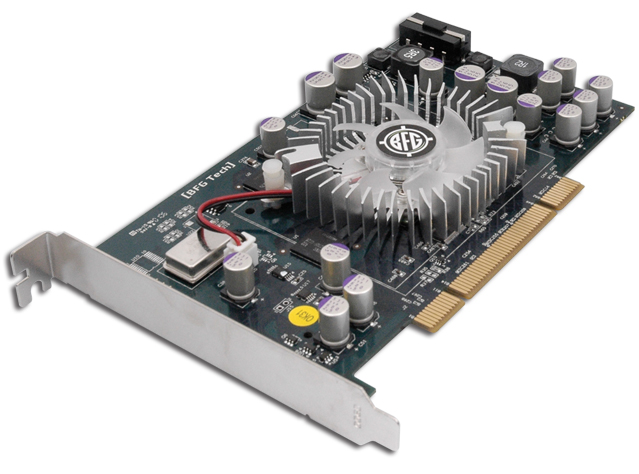
BFG PhysX — один из первых продуктов на базе PPU Ageia, выпущенный компанией BFG Technologies

- Память: 128 Мб GDDR3 RAM, 128-битный интерфейс
- Интерфейс: PCI 3.0 32бит
- Энергопотребление: 20 Вт
- Тесты столкновений сфер: 530 миллионов в секунду (максимальная производительность)
- Тесты столкновений выпуклых тел: 530,000 в секунду (максимальная производительность)
- Максимальная пропускная способность: 20 миллиардов инструкций в секунду
- Цена: $100 (последняя рыночная цена)

Платы PhysX:
- Asus PhysX P1: PPU 533 МГц RAM GDDR3 733 МГц 128 Мб 128-бит PCI 3.0 32-бит
- BFG: PPU 500 МГц RAM GDDR3 733 МГц 128 Мб 128-бит PCI 3.0 32-бит
- ELSA Phynite X100: PPU 500 МГц RAM GDDR3 733 МГц 128 Мб 128-бит PCI 3.0 32-бит